# Lynx (musikgrupp)
Lynx är en albansk musikgrupp bestående av fyra medlemmar, bildad år 2007.

## Karriär
Gruppen bildades i december 2007 av Aurel Gjini (gitarr) tillsammans med sina barndomsvänner Klejdi Shtrepi (gitarr) och Rei Sulejmani (trummor). Bandets medlemmar har sedan dess varierat men i dag består bandet av Aurel, Rei, Renato Rexha (keyboard) och Endrik Beba (sång). Bandet debuterade på allvar år 2009 då man ställde upp i Top Fest 6 med låten "Shqiptaria".  År 2010 deltog gruppen i Kënga Magjike 12 med låten "Nuk ma ndjen". Man tog sig till finalen och slutade där 33 av 47 bidrag på 78 poäng. Året därpå ställde gruppen upp i Kënga Magjike 13 med bidraget "Është për ty kjo melodi". Våren 2012 ställde Lynx upp i Top Fest igen, denna gång med låten "Është për ty ky refren". Under sommaren 2012 släppte bandet singeln "Gjysma ime me e mirë" och musikvideon till låten släpptes i augusti. I november 2012 ställde gruppen för tredje året i rad upp i tävlingen, då man i Kënga Magjike 14 framförde låten "Sa pak mjafton". Gruppen framträdde vid den andra semifinalen, 9 november 2012, men tog sig inte till finalen då man inte hamnade bland topp tio. Man slutade istället på plats 30 i tävlingen av 43 bidrag, på 223 poäng. Den 31 oktober samma år presenterades gruppen som en av de 26 deltagarna i Festivali i Këngës 51, Albaniens uttagning till Eurovision Song Contest 2013. De tävlade med låten "Si ty askush". Via semifinal tog de sig till final och slutade där på 14 plats av 17 bidrag efter att ha fått 1 poäng.
Under våren 2013 deltog gruppen i Top Fest med låten "Imazhi yt më ndjek pas" och i november deltog man i Kënga Magjike 15 med låten "S'dua të mbarojë". I december 2013 deltog man i Festivali i Këngës 52 med låten "Princesha". De slutade näst sist i finalen på 6 poäng. I mars 2014 presenterade sitt bidrag "Deshmitar" som de deltar med i Top Fest 11. De tog sig till finalen och tilldelades pris för bästa grupp i tävlingen.
I september 2014 lämnade bandets sångare Endrik Beba bandet och ersattes av Renato Rexha som tidigare spelat keyboard i bandet.
Lynx ställer för tredje gången upp i Festivali i Këngës i december 2017. Man kommer att framföra bidraget "Vonë" som man själva står bakom i Festivali i Këngës 56.

### Medlemmar
- Aurel Gjini (gitarr), född 13 juni 1990 (34 år) i Rrëshen.
- Renato Rexha (sång), född 7 maj 1993 (31 år).
- Eno Gjoni (trummor)
- Geri Hasani (keyboard)

## Diskografi

### Singlar
- 2009 – "Shqiptaria"
- 2010 – "Bej çfarë ti do"
- 2010 – "Nuk ma ndjen"
- 2011 – "Është për ty kjo melodi"
- 2011 – "Peng i kohës ti sdo jësh"
- 2012 – "Është për ty ky refren"
- 2012 – "Gjysma ime me e mirë"
- 2012 – "Sa pak mjafton"
- 2012 – "Si ty askush"
- 2013 – "Imazhi yt më ndjek pas"
- 2013 – "S'dua të mbarojë"
- 2013 – "Princesha"
- 2014 – "Deshmitar"
- 2017 – "Vonë"